# Olphert Stanfield
Olphert Martin Stanfield, també conegut com a Olphie Stanfield o Ollie Stanfield, (Belfast, 26 de febrer de 1869 - 13 de març de 1952) fou un futbolista nord-irlandès de la dècada de 1890.
Fou internacional amb la selecció d'Irlanda unificada. Pel que fa a clubs, defensà els colors de Distillery.

## Palmarès
Distillery
- Irish Football League: 1895-96
- Irish Cup 1888-89, 1893-94, 1895-96
- County Antrim Shield 1888-89, 1892-93, 1895-96, 1896-97